# Mississippi Sea Wolves
Mississippi Sea Wolves byl profesionální americký klub ledního hokeje, který sídlil v Biloxi ve státě Mississippi. V letech 1996–2009 působil v profesionální soutěži East Coast Hockey League. Sea Wolves ve své poslední sezóně v ECHL skončily v základní části. Své domácí zápasy odehrával v hale Mississippi Coast Coliseum s kapacitou 9 150 diváků. Klubové barvy byly námořnická modř, červená a bílá.

## Úspěchy
- Vítěz ECHL ( 1× )
  - 1998/99

## Přehled ligové účasti
Zdroj: 
- 1996–1997: East Coast Hockey League (Jižní divize)
- 1997–2003: East Coast Hockey League (Jihozápadní divize)
- 2003–2004: East Coast Hockey League (Centrální divize)
- 2004–2005: East Coast Hockey League (Jižní divize)
- 2005–2007: bez soutěže
- 2007–2009: East Coast Hockey League (Jižní divize)